# Boreus brumalis
Boreus brumalis is een schorpioenvlieg uit de familie van de sneeuwvlooien (Boreidae). De wetenschappelijke naam van de soort is voor het eerst geldig gepubliceerd door Fitch in 1847.
De soort komt voor in het noordoosten van Noord-Amerika.